# Трансаеро
Транса́эро (юридична назва ОАО «Авиационная компания „ТРАНСАЭРО“»; MCX: TAER) — колишня одна з найбільших приватних російських авіакомпаній, що припинила свою операційну діяльность у жовтні 2015 року. Базувалася у московських аеропортах Домодєдово і Внуково, формуючи також додатковий хаб у петербурзькому аеропорту Пулково. Авіакомпанія виконувала пасажирські та вантажні рейси по Росії, а також міжнародні рейси середньої і великої дальності до країн Європи, Азії, Північної та Латинської Америки. Флот авіакомпанії складав понад ста повітряних суден.
Трансаеро була другою в Росії за річним пасажирообігом авіакомпанією після Аерофлоту. За 2014 рік авіакомпанія на своїх авіарейсах перевезла майже 13,2 мільйона осіб. Операційний прибуток компанії за 2014 рік склав 10,5 млрд рублів.
Про банкротство компанії стало відомо на початку жовтня 2015 після тривалих фінансових проблем у перевізника. З 1 жовтня, за розпорядженням Росавіації, продаж квитків на всі рейси авіакомпанії була припинена. Проте 20 жовтня була підписана угода про продаж акціонерів російської авіакомпанії S7 «не менше 51 % акцій» Трансаеро з метою «всіма силами уникнути банкрутства». Тим не менш, Міністерство транспорту Росії за підсумками перевірки анулювало сертифікат Трансаеро на авіаперевезення з 26 жовтня 2015 року. Пасажири, які купили квитки з датою до 15 грудня цього ж року, будуть перевезені іншими авіакомпаніями.
Генеральним директором авіакомпанії був Дмитро Саприкін; головою ради директорів — Ольга Плєшакова; головним виконавчим директором — Олександр Плєшаков. Штаб-квартира авіакомпанії розташовувалася в Санкт-Петербурзі.

## Історія

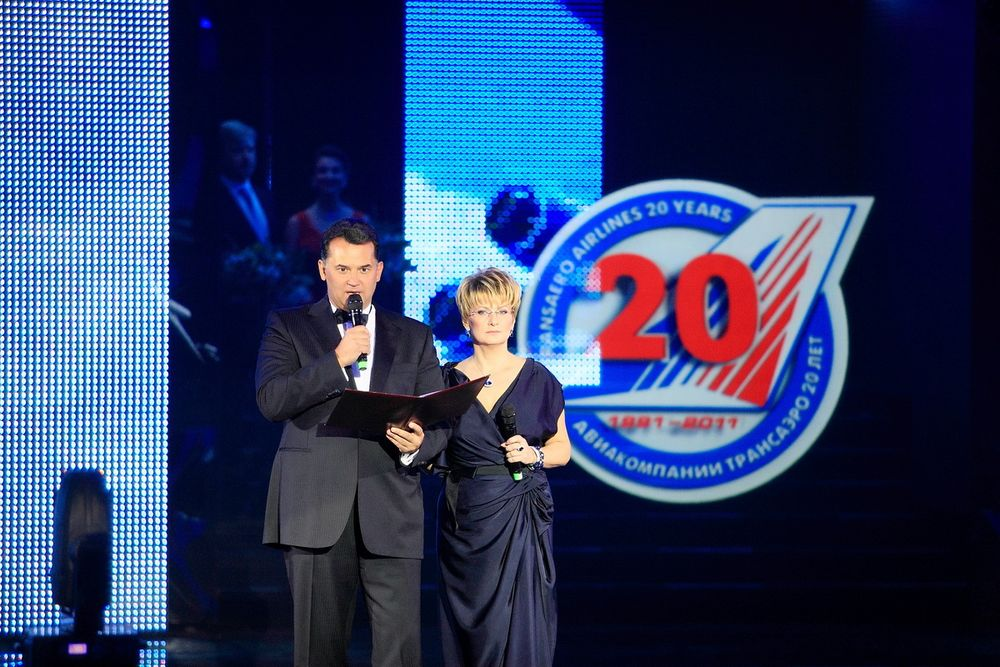
Олександр та Ольга Плєшакови на 20-річчя компанії

### Заснування і розвиток
Авіакомпанія була заснована 28 грудня 1990 року Олександром Плєшаковим, сином міністра радіопромисловості СРСР генерал-полковника П. С. Плєшакова, що помер у 1987 році, і Тетяни Анодіної, яка була головою Міждержавного авіаційного комітету.
Спочатку компанія займалася чартерними перевезеннями на літаках сторонньої авіакомпанії («Аерофлоту»), які брала в лізинг; пізніше — регулярними пасажирськими перевезеннями. Трансаеро стала першою приватною авіакомпанією в Росії/СРСР.
Офіційним днем народження авіакомпанії вважати 5 листопада 1991 року. Тоді на орендованому літаку, але вже під власним кодом UN, був виконаний її перший політ — чартерний рейс за маршрутом Москва — Тель-Авів — Москва.
У вересні 2015 компанія включена до списку санкцій України. Санкції передбачають блокування активів і зупинення виконання економічних і фінансових зобов'язань, а також «обмеження, часткове або повне припинення транзиту ресурсів, польотів і перевезень через територію України».